# Franvillers
Franvillers település Franciaországban, Somme megyében. Lakosainak száma 555 fő (2022. január 1.). Franvillers Baizieux, Béhencourt, Bonnay, Heilly és Lahoussoye községekkel határos.

## Népesség
A település népességének változása:
| Lakosok száma | 531  | 523  | 527  | 513  | 507  | 506  | 522  | 539  | 555  |
|               | 2013 | 2015 | 2016 | 2017 | 2018 | 2019 | 2020 | 2021 | 2022 |